# Svend Åge Madsen

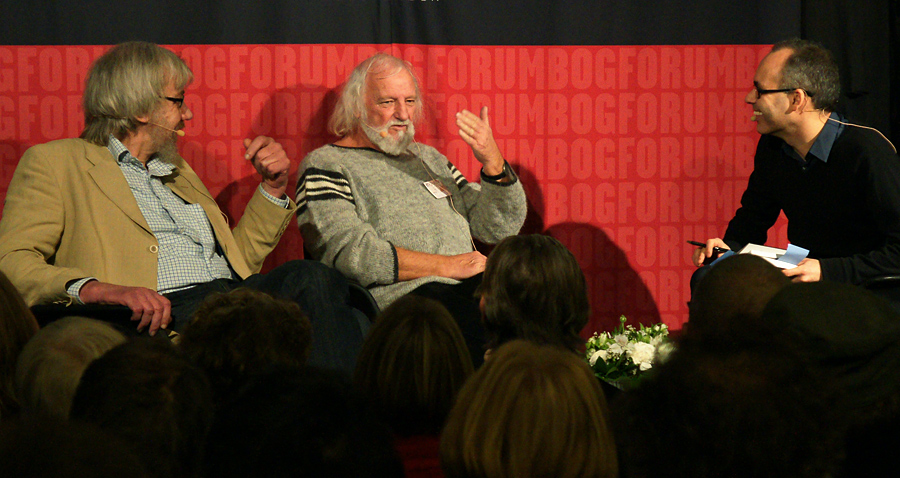
Svend Åge Madsen (i mitten) 2009

Svend Åge Madsen, född 2 november 1939, är en dansk författare och dramatiker, bosatt i Risskov. Sedan 2005 är Svend Åge Madsen medlem av Danska akademien.
Madsens stil klassificeras oftast som fantastisk litteratur. Under åren har han byggt upp ett mycket komplext verk, där personer, städer och händelser flätas in i varandra kors och tvärs i romaner, noveller och skådespel.
Grundstenarna i romanverken utgörs av Sæt verden er til, Tugt og utugt i mellemtiden, At fortælle menneskene och Syv aldres galskab.